# Портичи
Портичи (итал. Portici) град је у Италији у регији Кампања. Према процени из 2010. у граду је живело 53.981 становника.

## Становништво
Према резултатима пописа становништва 2011. у општини је живело 55.765 становника.
| 1931.  | 1936.  | 1951.  | 1961.  | 1971.  | 1981.  | 1991.  | 2001.  | 2011.  |
| ------ | ------ | ------ | ------ | ------ | ------ | ------ | ------ | ------ |
| 24.345 | 26.049 | 35.325 | 50.373 | 75.897 | 80.410 | 68.980 | 60.218 | 55.765 |